# 1358
Évszázadok: 13. század – 14. század – 15. század
Évtizedek: 1300-as évek – 1310-es évek – 1320-as évek – 1330-as évek – 1340-es évek – 1350-es évek – 1360-as évek – 1370-es évek – 1380-as évek – 1390-es évek – 1400-as évek
Évek: 1353 – 1354 – 1355 – 1356 –  1357 – 1358 – 1359 – 1360 – 1361 – 1362 – 1363

## Események

### Határozott dátumú események
- május 28. – Franciaországban elkezdődik a jacquerieSablon:Q7126013.[1]
- augusztus 4. – II. Galeazzo fia, Gian Galeazzo Visconti lesz Milánó ura. (1385-től egyeduralkodó, 1395-től herceg, 1402-ig uralkodik.)

### Határozatlan dátumú események
- február – A sorozatos magyar győzelmek hatására Velence békét kér I. Lajos magyar királytól, ebben átadja egész Dalmáciát és Raguza is elismeri Lajos hatalmát. Lajos cserébe lemond lemond itáliai foglalásairól. Ezután Lajos kiépíti a magyar tengeri flottát.
- augusztus – II. Albert osztrák herceg óriási ambícióval rendelkező 19 éves fia, Rudolf veszi át az osztrák tartományok – a két Ausztria, Stájerország és Karintia – igazgatását.[2]

## Születések
- augusztus 24. – I. János kasztíliai király († 1390)

## Halálozások
- augusztus 16. – II. Albert osztrák herceg (* 1298)
- augusztus 23. – Franciaországi Izabella angol királyné, II. Edward felesége (* 1292 k.)